# Louis Jouvet
Jules Eugène Louis Jouvet (24. prosince 1887 Crozon, departement Finistère – 16. srpna 1951 Paříž) byl francouzský herec, divadelní režisér, manažer, teoretik a pedagog. V 1. polovině 20. století se etabloval jako jeden z nejvýraznějších divadelních herců ve Francii, i když velkých úspěchů dosáhl také jako režisér, producent a scénograf. V letech 1934–1951 řídil pařížské divadlo Théâtre de l'Athénée, které na jeho počest bylo přejmenováno na Théâtre de l'Athénée Louis-Jouvet.

## Život
V době jeho narození otec působil jako stavební dozorce při výstavbě pevnosti Landaoudec v Crozonu. Po otcově smrti v roce 1902 žil s matkou u svého strýce, lékárníka v Rethelu (Ardensko). Pod vlivem své rodiny začal studovat farmacii, nejprve na univerzitě v Toulouse, poté od roku 1904 v Paříži. Už během studií většinu volného času věnoval divadlu. Hrál v různých kočovných divadelních společnostech, v Paříži pak navázal spolupráci s avantgardní divadelní skupinou Action d'Art. Třikrát se neúspěšně pokusil složit přijímací zkoušky na Pařížskou konzervatoř dramatických umění. V roce 1912 ukončil studium s diplomem lékárníka a v září se oženil. S Else Collinovou měl tři děti.

### Divadlo
V roce 1913 byl angažován do nově založeného divadla Vieux-Colombier, v jehož čele stál Jacques Copeau. V roce 1914 se dobrovolně přihlásil do armády, kde působil u sanitní služby jako lékárník. V roce 1917 se vrátil do divadla. Soubor Vieux-Colombier se na následující dvě sezóny přestěhoval do divadla Garrick v New Yorku. Jouvet zde působil jako režisér, dekoratér, scénograf i herec. Na řízení provozu divadla se podílel i po návratu do Paříže, modernizoval technické zázemí divadla, osvětlení a byl autorem mnohých jevištních úprav. Vztahy s Copeauem se však zhoršily vlivem odlišných názorů na společenské poslání divadla a s tím spojenou dramaturgii.
V roce 1922 Jouvet nastoupil do divadla Champs-Élysées a hned v následujícím roce dosáhl velkého úspěchu jako režisér i herec ve dvou komediích Julese Romainse. Hra Knock ou le Triomphe de la médecine (Zázračný doktor Knock aneb Triumf medicíny) se udržela na repertoáru do roku 1950 a dosáhla 1500 repríz. V roce 1924 se Jouvet stal ředitelem Comédie des Champs-Élysées, kde zůstal až do roku 1934. Do tohoto období spadá počátek jeho spolupráce s básníkem a dramatikem Jeanem Giradouxem, během níž vzniklo více než 10 inscenací, například Siegfried (1928), Trojská válka nebude (La guerre de Troie n'aura pas lieu, 1935), Elektra (1937) nebo Bláznivá ze Chaillot (1945).
Od roku 1934 Jouvet režíroval Théâtre de l'Athénée, kde uváděl jak soudobé autory, tak klasická díla francouzského dramatu.

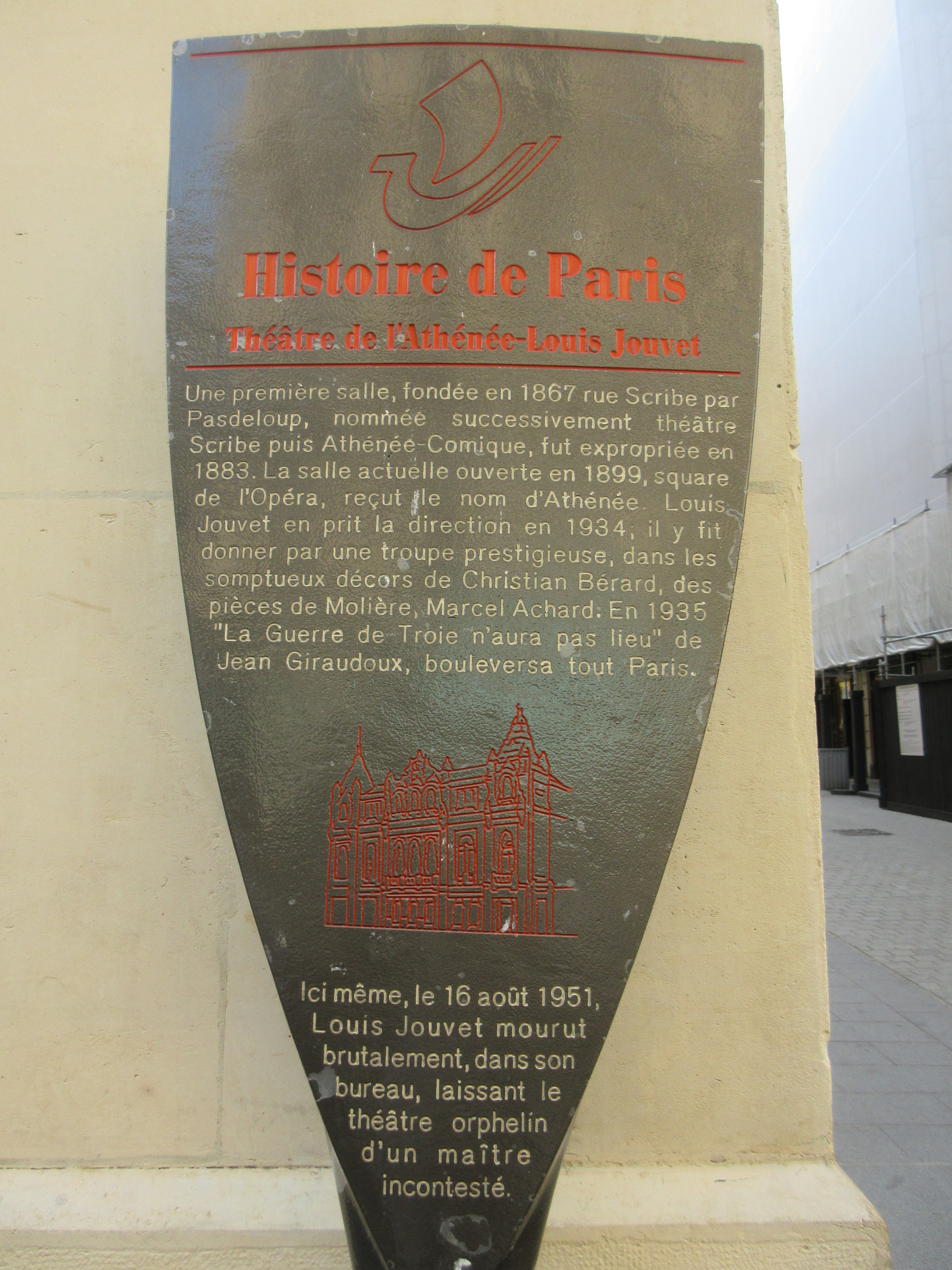
Pamětní deska v Théâtre Athénée-Louis-Jouvet

Během druhé světové války cestoval po Latinské Americe. Vystupoval v Buenos Aires, Montevideu, São Paulu a Rio de Janeiru nejprve s belgickou herečkou Madeleine Ozeray, později s Monique Mélinandovou, která se stala na další roky jeho blízkou partnerkou. Po osvobození v roce 1945 se vrátil do Francie, aby v Théâtre de l'Athénée uvedl Bláznivou ze Chaillot na počest Jeana Giraudouxe, který zemřel o rok dříve. Vytvořil titulní roli v Molièrově Donu Juanovi. V roce 1948 se svým souborem hostoval v Praze, kde se ve Vinohradském divadle představil v roli Arnolfa v Molièrově komedii Škola žen. Pokračoval v uvádění dalších Molièrových her. Jeho neoklasicistní inscenační styl měl v té době významný vliv na evropské divadlo.
V roce 1950 obdržel Řád čestné legie. S divadelním souborem zorganizoval několik zahraničních turné po Evropě, Severní Africe, Kanadě a USA. Při zkoušce na představení nové sezóny dne 14. srpna 1951 ho postihl srdeční záchvat. Louis Jouvet zemřel o dva dny později v pařížské nemocnici. Je pochován na hřbitově Montmartre.

### Film

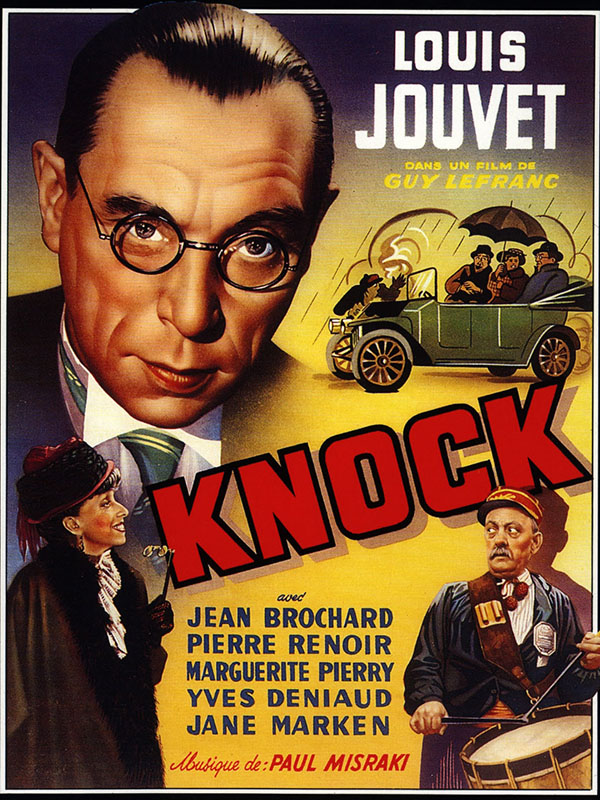
Plakát k filmu Knock (1933)

V roce 1933 Jouvet zahájil kariéru ve filmu. První roli vytvořil ve filmu Topaze Louise Gasniera. Další film Knock podle divadelní hry Jeana Giradouxe již také sám režíroval. Účinkoval ve více než 30 filmech, mezi nimi Hotel du Nord (1938) a Drôle de drame (1937) režiséra Marcela Carného. Divadlu dával přednost před filmem, i když hrál ve filmových adaptacích divadelních her jako například Volpone (1941) nebo ve dvou verzích filmu Knock (1933, 1951).

### Další činnost
V roce 1927 s několika avantgardními režiséry (Charles Dullin, Georges Pitoëff, Gaston Batty) vytvořil společenství Kartel čtyř jako opozici proti části divadelní kritiky a tisku, která podporovala komercionalizaci divadelní tvorby. Usilovali, aby divadlo vytvářelo vlastní poezii a hrálo současné autory.
Napsal řadu esejů a článků, ve kterých formuloval názory na poslání herce v divadle, na morální, estetické a psychologické zásady herectví, na vztah herce a postavy. V češtině vyšly pod názvem Nepřevtělený herec v roce 1967. Své zážitky z divadla sepsal do celkem pěti knih.
V roce 1934 byl jmenován profesorem Pařížské konzervatoře dramatických umění.